# Василина Петро Кирилович
Петро́ Кири́лович Васили́на (нар. 11 (23) серпня 1899, Леськи — грудень 1941, Черкаси) — радянський функціонер, директор Кам'янської МТС, голова Кам'янського райвиконкому, секретар Кіровоградського підпільного обкому КП(б)У. Депутат Верховної Ради СРСР 1-го скликання.

## Життєпис
Народився 11 (23 серпня) 1899 року в селі Леськах Черкаського повіту Київської губернії (тепер Черкаського району Черкаської області) в селянській сім'ї. Після закінчення двокласного земського училища працював у заможних селян по найму, потім був коногоном на рудниках французького акціонерного товариства в Кривому Розі.
З 1920 року служив у Червоній армії, брав участь у боях проти денікінців. Служив у запасній команді в складі 14-ї армії РСЧА та в загоні «по боротьбі з бандитизмом» при Подільському губернському військкоматі.
Від 1923 року — голова комітету незаможних селян в селі Леськах, голова сільської ради села Леськи. З 1925 року — голова Черкаського районного комітету незаможних селян Шевченківської округи.
Член ВКП(б) з 1926 року.
Згодом — завідувач земельного відділу Чорнобаївського райвиконкому, з 1930 року — завідувач земельного відділу Кам'янського райвиконкому Черкащини.
У 1936—1937 роках — директор Кам'янської машинно-тракторної станції (МТС) Київської області.
У 1937—1938 роках — голова виконавчого комітету Кам'янської районної ради депутатів трудящих Київської області.
У 1938—1939 роках — 1-й секретар Кам'янського районного комітету КП(б)У Київської (Кіровоградської) області.
З утворенням Кіровоградської області, в 1939 році, обраний членом Кіровоградського бюро обкому КП(б)У і в травні 1939 року призначений завідувачем сільськогосподарського відділу Кіровоградського обкому КП(б)У. Був делегатом 18-го з'їзду ВКП(б). У 1939 році — учасник ВДНГ, а в 1940 році був нагороджений орденом Леніна.
З липня 1941 року — керівник партизанського підпілля, секретар Кіровоградського підпільного обкому партії. У серпні 1941 року організував партизанські групи в Чигиринському, Златопільському та Кам'янському районах. У лісах Холодного Яру створив партизанський загін і став його комісаром.
Закатований гестапівцями в черкаській в'язниці в грудні 1941 року.

## Нагороди, пам'ять

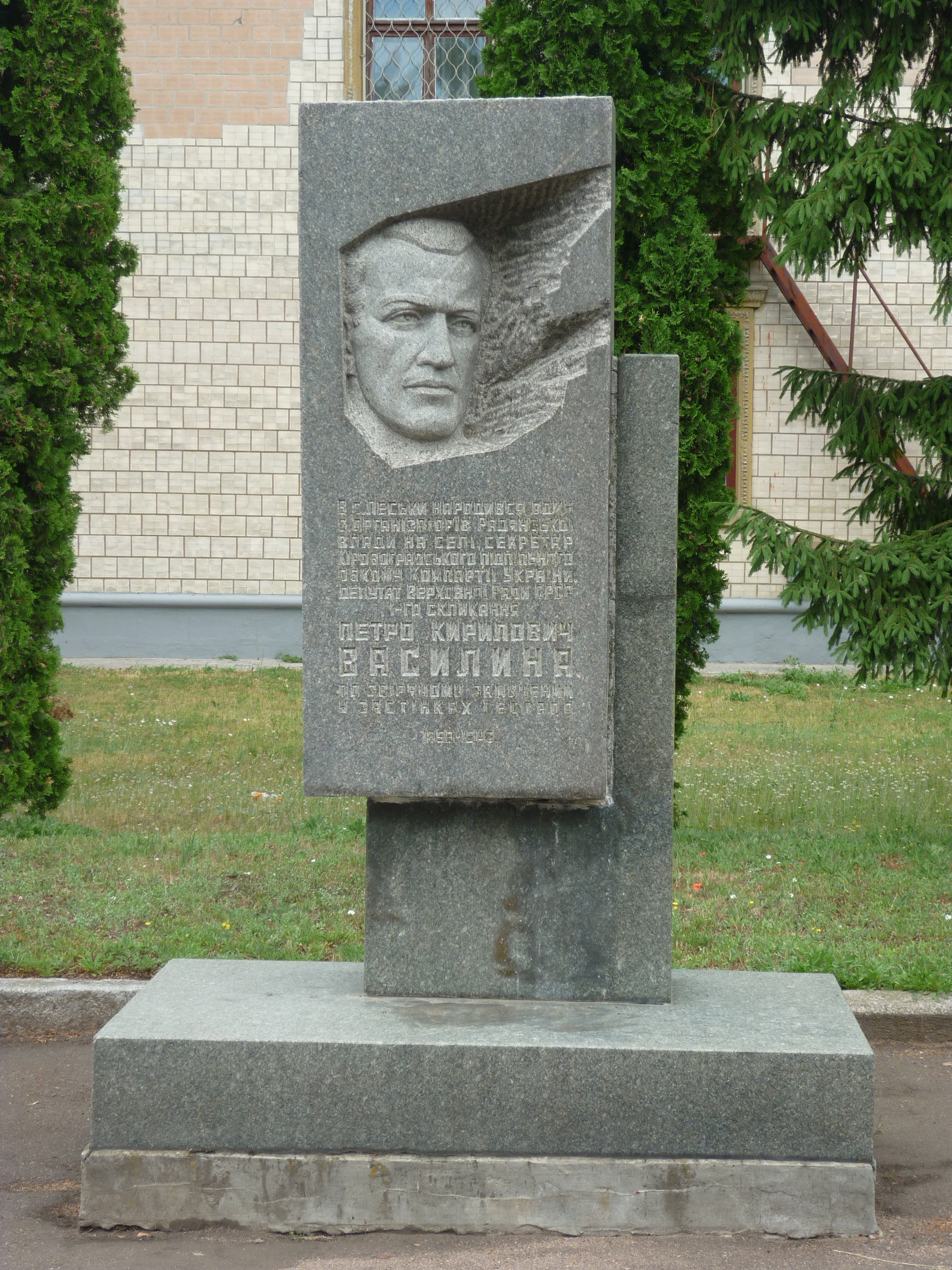
Пам'ятник П. К. Василині

Нагороджений орденом Леніна та орденом Вітчизняної війни 1-го ступеня (посмертно).
На честь Василини в 1972 році названо одну з вулиць міста Черкас. В Леськах Петру Василині встановлено пам'ятник.